# Alosa brunzidora
La alosa brunzidora (Mirafra rufocinnamomea) és una espècie d'ocell de la família dels alàudids (Alaudidae).

## Hàbitat i distribució
Habita la sabana del Senegal, Gàmbia, sud de Mauritània, sud de Mali, Burkina Faso, sud de Níger, Costa d'Ivori, Ghana, Togo, Benín, Nigèria, nord de Camerun. Sud de Gabon, República del Congo, República Democràtica del Congo, Txad, República Centreafricana, centre i sud del Sudan, Sudan del Sud, Etiòpia i sud de Somàlia, cap al sud en Angola, nord-est de Namíbia, Zàmbia, nord de Botswana, Ruanda, Burundi, Uganda, Kenya, Tanzània, Malawi, Zimbabwe, Moçambic i nord-est de Sud-àfrica.